# 横石水
横石水，位于中华人民共和国广东省北部，是滃江右岸支流，发源于始兴县南部的黄茅嶂，向南流经翁源县新江镇、翁城镇、英德市横石水镇，于桥头镇龙口汇入滃江。河长54千米，河道比降3.88‰，流域面积642平方千米。年均径流量5.437亿立方米。流域上游地区有大宝山铁矿，采矿活动影响横石水水质。